# オモック人
- オモク人
- オモキ人

オモック人（オモックじん、英：Omok, 露：Омоки）は、ロシア・コリマ川およびオモロン川に居住したユカギール人の一派。現在は存在していない。

## 概要
現在は失われているオモック語を話した。17世紀には最も数の多いユカギール人の一派だったが、伝染病や植民地政策によって絶滅した。